# Ялнаїр
Ялнаї́р (рос. Ялнаир) — селище у складі Кувандицького міського округу Оренбурзької області, Росія.

## Населення
Населення — 163 особи (2010; 314 у 2002).
Національний склад (станом на 2002 рік):
- башкири — 97 %